# Contea autonoma tujia di Changyang
La contea autonoma tujia di Changyang (长阳土家族自治县S, Chángyáng Tǔjiāzú ZìzhìxiànP) è una contea della Cina, situata nella provincia di Hubei e amministrata dalla prefettura di Yichang.